# Шији Мазарен
Шији Мазарен (фр. Chilly-Mazarin) је насељено место у Француској у региону Париски регион, у департману Есон.
По подацима из 2011. године у општини је живело 18.843 становника, а густина насељености је износила 3382,94 становника/km².

## Демографија
| 1962. | 1968. | 1975.  | 1982.  | 1990.  | 2011.  |
| ----- | ----- | ------ | ------ | ------ | ------ |
| 3.411 | 9.923 | 16.236 | 17.271 | 16.939 | 18.843 |